# Armoriale dei comuni del Pirkanmaa
Questa pagina contiene le armi (stemma e blasonatura) dei comuni finlandesi appartenenti alla regione del Pirkanmaa.
Regione del Pirkanmaa

## Comuni e città attuali
| Stemma | Nome del comune e blasonatura |
| ------ | --- |
|        | Akaa Sakarakoroisesti punaiseen ja hopeaan halkoisella kilvellä hopeinen muuriankkuri. (partito merlato di rosso, al ferro d'ancoraggio d'argento, e d'argento) |
|        | Hämeenkyrö Kultakentässä puna-sinikatkoinen juomasarvi, jalka ja heloitus hopeaa, suu oikealle, sarven yläpuolella sininen, liekkikoroinen lakio, jossa kuusisakarainen kultatähti. (d'oro, al corno per bere partito di rosso e d'azzurro, imboccato, guarnito e sostenuto d'argento, al capo dentato d'azzurro di cinque pezzi diritti alternati a quattro pezzi ondeggianti, caricato di una stella a sei raggi d'oro)                     |
|        | Ikaalinen Kultaisten pielten rajoittamassa sinisessä kentässä kolme hopeista airoa lavat ylöspäin. (d'azzurro, a tre remi d'argento posti in palo e ordinati in fascia, fiancato d'oro) |
|        | Juupajoki Hopeakentässä punainen vuota, jossa kultainen havunoksa (d'argento, alla pelle di rosso caricata da un ramo d'abete d'oro) |
|        | Kangasala Hopeakentässä harppu, jonka yhdyspuu ja kaula muodostavat kotkakuvion, saatteena seitsemän pisaraa, asetettuina 2 + 2 + 2 + 1, kaikki punaisia. (d'argento, all'arpa di rosso, con la colonna e il modiglione a forma di aquila spiegata, accompagnata da sette lacrime di sangue poste 2, 2, 2, 1) |
|        | Kihniö Sinisessä kentässä kaksi kultaista alapuolelta sahakoroista palkkia. (d'azzurro, a due foglie di sega d'oro poste in banda) |
|        | Kuhmalahti Punaisessa kentässä hopeinen kumokärki, jossa on punainen liekki. (d'argento, alla fiamma di tre punte ondeggianti di rosso, calzato dello stesso) |
|        | Kylmäkoski Aaltokoroisesti katkoinen hopea-punainen kilpi; punaisessa alakentässä hopeinen lumikide (troncato ondato d'argento e di rosso, al fiocco di neve del primo) |
|        | Lempäälä Punaisessa kentässä aaltokoroinen kultapaalu, jonka päällikkeenä on musta, viritetty jalkajousi, mustakärkisine kultanuolineen; tyvessä, paalun kummallakin puolella saatteena kultainen aurakärki. (di rosso, al palo ondeggiante d'oro accostato da due lame di vanga dello stesso, alla balestra di nero attraversante armata di un dardo del secondo con la punta di nero)                                                       |
|        | Mänttä-Vilppula Punaisessa kentässä alareunastaan kaareva hirsi, josta kasvaa kolme havunoksaa; kokonaan hopeaa (di rosso, alla fascia d'argento concava in basso, da cui nascono tre rami d'abete, il tutto d'argento) |
|        | Nokia Kultakentässä sininen, alainen aaltokoroinen palkki, jonka yläpuolella musta punavaruksinen näätä pystyasennossa. (d'oro, alla banda ondata abbassata d'azzurro, sormontata da una martora rampante di nero, armata di rosso) |
|        | Orivesi Hopeisessa kilvessä punainen pystyyn kavahtanut ori, joka nousee esiin kilven tyveen ulottuvasta sinisestä vedestä (d'argento, alla campagna ondata d'azzurro, da cui nasce un cavallo spaventato di rosso) |
|        | Parkano Sinisessä kentässä aaltokoroinen kultahirsi ja sen päällikkeenä pystyssä kultainen mänty, jonka kuoritut kyljet ovat hopeiset; saatteena männyn latvan kummallakin puolella seitsensakarainen hopeatähti (d'azzurro, alla fascia ondata ristretta d'oro, attraversata da un albero sradicato di pino dello stesso, con i fianchi del tronco scortecciati d'argento, accompagnato da due stelle a sette punte d'argento poste in capo) |
|        | Pirkkala Kilpi halkoinen ja turkiskorokatkoinen hopea-punainen. (partito d'argento e di rosso, troncato palizzato dall'uno all'altro) |
|        | Punkalaidun Sinisessä kentässä tyviö, jolla kilven reunasta toiseen ulottuva riukuaita; molemmat kultaa. (d'azzurro, alla campagna d'oro, da cui esce una barriera di pali dello stesso estesa da un fianco all'altro dello scudo) |
|        | Pälkäne Sinisessä kentässä hopeinen, kultaemiöinen lumpeenkukka. (d'azzurro, al fiore di ninfea d'argento, bottonato d'oro) |
|        | Ruovesi Punaisessa kentässä kolme hopeista lahnaa asennossa 2+1, hopeisessa lakiossa punainen kirkkovene. (di rosso, a tre abramidi d'argento; al capo del secondo caricato da una barca da chiesa di rosso) |
|        | Sastamala Sinisessä kentässä kultainen, ulkoreunaltaan ristikoroinen vihkiristi. (d'azzurro, alla croce della consacrazione d'oro dal cui cerchio escono 20 crocette dello stesso) |
|        | Tampere Punaisessa kentässä aaltokoroinen vastapalkki, jonka yläpuolella saatteena paaluttainen vasara ja alapuolella paaluttainen Merkuriuksen sauva; kaikki kultaa. (di rosso, alla sbarra ondata, accompagnata da un martello in capo e da un caduceo in punta, il tutto d'oro) |
|        | Urjala Punaisessa kentässä hopeinen apilaristi, jonka kustakin kulmasta lähtee kultainen liekki. (di rosso, alla croce trifogliata d'argento, angolata da quattro fiamme d'oro uscenti dalla croce) |
|        | Valkeakoski Punaisessa kilvessä on vastaviistoon kulkeva hopeinen virta, jonka yläkentässä on kultainen kuusi ja alakentässä kultainen hammasratas. (di rosso, alla sbarra ondata d'argento, accompagnata da un abete d'oro in capo e da una croce dentata dello stesso in punta) |
|        | Vesilahti Hopea-punahalkoisen kilven oikeassa kentässä punainen avain, sen vasemmassa kentässä hopeinen kultavaruksinen kurki, jonka päälaki on punainen ja pyrstön sulat mustapäiset. (partito d'argento, alla chiave di rosso posta in palo, e di rosso, alla gru d'argento, con la sua vigilanza d'oro e le penne della coda di nero) |
|        | Virrat Sinisessä kentässä aaltokoroiset kolmoisjänteet, saatteena kummallakin puolella palkeittainen karhukeihäänkärki; kaikki hopeaa. (d'azzurro, alla terza ondata posta in banda, accostata da due punte di lancia da orsi, il tutto d'argento) |
|        | Ylöjärvi Punaisessa kentässä haaruristi, jonka yläkulmassa saatteena risti; molemmat kultaa. (di rosso, alla pergola d'oro, accompagnata da una crocetta dello stesso in capo) |

## Municipalità disciolte e vecchie blasonature
| Stemma | Nome del comune e blasonatura |
| ------ | --- |
|        | Aitolahti Punaisessa kentässä aaltokoroinen kultahirsi, jossa kolme mustaa, soikeaa, kyljiltään sisäänpäin kaartuvaa rengasta. (di rosso, alla fascia ondata d'oro, caricata da tre anelli di nero, di forma ovale e con i tratti superiore e inferiore curvati all'interno) |
|        | Eräjärvi Punaisessa kentässä kolme hopeista, puusta tehtyä ongenkoukkua vieretysten. (di rosso, a tre ami da pesca di legno d'argento posti in palo e ordinati in fascia) |
|        | Ikaalinen (dal 1961 al 1971) Sinisessä kentässä hopeinen aaltokoroinen paalu, josta versoo kummallekin puolen kolme kultaista lehmuksen lehteä (d'azzurro, al palo ondeggiante d'argento, da cui escono sei foglie di tiglio d'oro) |
|        | Ikaalisten maalaiskunta Kultaisesa kentässä sininen paalu, jossa kolme hopeista airoa vieretysten. (d'azzurro, a tre remi d'argento posti in palo e ordinati in fascia, fiancato d'oro) |
|        | Karkku Sinisessä kentässä kultainen, ulkoreunaltaan ristikoroinen vihkiristi. (d'azzurro, alla croce della consacrazione d'oro dal cui cerchio escono 20 crocette dello stesso) |
|        | Kiikka Sinisessä kentässä kultainen rukki. (d'azzurro, all'arcolaio d'oro) |
|        | Kuorevesi Punaisessa kentässä kruunattu kirkonkello, saatteena sen molemmin puolin kolme rahaa paaluittain järjestettyinä; kaikki kultaa. (di rosso, alla campana coronata, accostata da sei bisanti ordinati in due pali da tre, il tutto d'oro) |
|        | Kuru Sinisessä kentässä hopeinen kumokärki (d'argento, calzato d'azzurro) |
|        | Luopioinen Sinisessä kentässä hopeinen, kultaemiöinen lumpeenkukka. (d'azzurro, al fiore di ninfea d'argento, bottonato d'oro) |
|        | Längelmäki Punaisessa kentässä vesiratas ja sen yläpuolella lakio; molemmat hopeaa; lakiossa kolme sinistä, viisilehtistä kukkaa. (di rosso, alla ruota da mulino d'argento; al capo dello stesso caricato da tre cinquefoglie d'azzurro) |
|        | Mouhijärvi Sinisessä kentässä alainen hammaskoroinen kaksikärkinen hirsi, jonka yläpuolella saatteena naulakantainen apilaristi, molemmat kultaa (d'azzurro, alla fascia abbassata a spina di pesce di due punte d'oro, sormontata da una crocetta trifogliata fitta dello stesso) |
|        | Mänttä Punaisessa hopeisilla lipukkeilla sirotellussa kentässä hopeinen sinivaruksinen ilves pystyssä, ilveksen korvatöyhdöt mustat. (di rosso, alla lince rampante d'argento, armata e lampassata d'azzurro, con la punta delle orecchie e maculata di nero, accompagnata da otto biglietti d'argento disposti in due pali non allineati di 4 e 4) |
|        | Pohjaslahti Sinisessä kentässä vastapalkki, jonka kummastakin sivusta kasvaa kolme havunoksaa; kaikki hopeaa. (d'azzurro, alla sbarra d'argento da cui escono tre rami d'abete per ogni lato) |
|        | Pälkäne (dal 1956 al 2006) Punaisessa kentässä alaisesta kärjestä nouseva kirkonkukko pidellen kynsissään keppiä; kaikki hopeaa. (di rosso, alla punta abbassata d'argento, sostenente una banderuola a forma di gallo tenente una canna dello stesso) |
|        | Sahalahti Kilpi sudenhammaskoron vastalohkoisesti jakama punaiseen ja hopeaan. (tagliato inchiavato di rosso e d'argento) |
|        | Suodenniemi Sahakoroisesti sini-hopeahalkoisessa kilvessä kaksi paaluittaista uittohaan terää selätysten vuorovärisinä. (partito indentato d'azzurro e d'argento, a due lame d'arpione per luccio, addossate, dell'uno nell'altro) |
|        | Suoniemi Sinisessä kentässä kaksi hopeista, alaista aaltokoroista hirttä, joiden yläpuolella kultainen liekki (d'azzurro, a due fasce ondate abbassate d'argento, sormontate da una fiamma d'oro a tre punte) |
|        | Sääksmäki Punaisessa kentässä hopeinen, kultavaruksinen kalasääski edestäpäin, laskeutumassa kohotetuin siivin tyvestä nousevaan hopeapesäänsä. (di rosso, al falco pescatore d'argento, membrato e rostrato d'oro, posto in riscontro, con le ali spiegate e sostenuto da un nido del secondo uscente dalla punta) |
|        | Teisko Vihreässä kentässä hopeinen Antoniuksen ristin muotoinen muurin siderauta. (di verde, alla croce di Sant'Antonio accerchiellata d'argento) |
|        | Toijala Punaisessa kentässä lakiopaalu, saatteena kaksi keihäänkärkeä; kaikki hopeaa. (di rosso, al capo-palo d'argento, accostato da due punte di lancia dello stesso) |
|        | Tottijärvi Sinisessä kentässä aaltokoroisesta hopeatyviöstä nouseva kultainen koira, jonka varukset ja kaulahihna punaiset. (d'azzurro, al bracco rampante d'oro, unghiato, lampassato e collarinato di rosso, nascente da una campagna ondata d'argento) |
|        | Tyrvää Punaisessa kentässä sinikielinen kultapukki pystyssä, sen kaulassa mustasta hihnasta riippuva kilpi, jonka mustassa kentässä paaluittainen kultapiilu. (di rosso, all'ariete d'oro saliente, lampassato d'azzurro, con un collare a nastro nero sostenente uno scudetto dello stesso caricato di un'ascia d'oro posta in palo) |
|        | Vammala Sinisessä kentässä kultainen kaateinen polviorsi, sen lappeiden välissä hirsittäinen, kaksikaarinen hopeasilta. (d'azzurro, allo scaglione rovesciato abbassato d'oro, tra i cui bracci si estende, nel capo, un ponte di due archi d'argento) |
|        | Viiala Hopeakentässä punainen, kaateinen, nirhakoroinen polviorsi. (d'argento, allo scaglione rovesciato abbassato spinato di rosso) |
|        | Viljakkala Kultakentässä palkeittain asetettu puna-sinikatkoinen, loivasti kaksikaarteinen sarvi, jonka keski- ja päätehelat sekä vitjat ovat hopeaa; sarven alapuolella punainen kupari-kultamerkki. (d'oro, al corno posto in banda, partito di rosso e d'azzurro, con doppia curvatura, imboccato, guarnito e cerchiato d'argento, con una catenella dello stesso, avvolta su se stessa in cerchio, accompagnato in punta da un simbolo di rame e oro di rosso) |
|        | Virrat Sinisessä kentässä aaltokoroiset kolmoisjänteet, saatteena kummallakin puolella palkeittainen karhukeihäänkärki; kaikki hopeaa. (d'azzurro, alla terza ondata posta in banda, accostata da due punte di lancia da orsi, il tutto d'argento) |
|        | Äetsä Sinisessä kentässä nahkatyömeisti, sen varren molemmilla puolilla saatteena kolmiapila; kaikki kultaa. (d'azzurro, al punzone da calzolaio d'oro, accostato da due trifogli dello stesso) |